# Cloezia glaberrima
Cloezia glaberrima är en myrtenväxtart som först beskrevs av André Guillaumin, och fick sitt nu gällande namn av J.W.Dawson. Cloezia glaberrima ingår i släktet Cloezia och familjen myrtenväxter. Inga underarter finns listade i Catalogue of Life.